# あげくの果てのカノン
『あげくの果てのカノン』（あげくのはてのカノン）は、米代恭による日本の青年漫画。地球外生命体の侵略を受けた近未来の東京を舞台に、長年恋焦がれていた男性との不倫に走る女性を描いた恋愛漫画。
『月刊!スピリッツ』（小学館）において、2015年から2018年まで連載された。全30話。

## あらすじ
主人公・高月かのんは高校の先輩である境宗介に片想い中だが、内向的で自己肯定感の低いかのんは人気者の宗介を遠くから見つめることで精一杯だった。しかし宗介が恋人と別れたことを知り、意を決して卒業式の日に告白するが振られてしまう。
宗介は高校卒業後、異星生物対策委員会 (SLC) という組織の戦闘員となり、「ゼリー」と呼ばれる地球外生命体と戦う日々を送っていた。ゼリーとの戦闘では身体を著しく負傷することもあり、宗介はそのたびに「修繕」という処置を受けていた。修繕には「処置を受けた人間の心が変化する」というデメリットがあり、宗介の妻・初穂は心変わりを克服すべくSLCで研究をしていた。お互い若くして優秀な成績を残し、尚且つ美男美女であるため市民からの羨望を集めていた境夫婦だが、心変わりにより次第にすれ違いを感じるようになる。
一方、かのんは振られた後も宗介への想いを断つことができず、再会の望みをかけてSLC本部の近くにあるパティスリーで働いていた。ある日、店番をしていたかのんは、スイーツを買いに来た宗介と再会する。初穂とのすれ違いの日々に疲れていた宗介は、自分を盲信するかのんに安らぎを求めてSLC本部に招待するが、屋内園芸所でゼリーの暴走に巻き込まれて負傷する。この事件がきっかけで初穂は宗介の不倫を知ることになり、常に冷静沈着な彼女の仮面が剥がれ出す。不安に駆られた初穂は宗介の気持ちを試したり、不倫相手であるかのんにプレッシャーを与えるが、宗介はかのんを選び、自身の故郷である北海道へ連れて行く。駆け落ち同然の仕打ちに絶望した初穂はSLC本部で囲っていたゼリーを解放し、姿をくらます。
ゼリーの暴走により東京は大きな被害を受け、宗介は戦場へと連れ戻される。その後、北海道から1人戻ったかのんは友人が勤めるクラブを訪れ、宗介と再会する。しかし、先に東京に戻り解放されたゼリーと戦っていた宗介は修繕の影響で心変わりしており、かのんに対する愛情を失っていた。一方、姿をくらましていた初穂は、永田町にいるゼリーが暴発しようとしていることに気づき、東京に戻る。初穂と宗介は戦場で再会し、ゼリーとの戦闘に臨む。お互いを尊重し支え合う美しい夫婦の姿を見たかのんは、宗介のことを忘れるため東京を去る。
東京を後にしてから10年後、かのんは友人が経営するカフェでパティシエとして働いていた。社会人になった義弟が店を訪れ、初穂と宗介が永田町での事故後に離婚したことを知らせる。別れ際にかのんは義弟からプロポーズを受けるが、かつての自分と同じように彼の長い初恋を終わらせる。
ある日、宅配業者として宗介が店を訪れる。彼はかのんのことを忘れていたが、店内で流れていたバッヘルベルのカノンを聞き、彼女を思い出す。そして、宗介に名前を呼ばれたかのんは目を輝かせ、再び彼に恋をしたところで物語は終わる。

## 登場人物
高月 かのん（こうづき かのん）
本作の主人公。パティスリーで働く23歳。同居している両親と弟のヒロとは血の繋がりがない。
一見清楚で可愛らしい容姿だが挙動不審なところがあり、また幼少期から自己肯定感が低く常に自虐的。高校時代から8年間宗介に片想い中で、会話を盗聴したりゴミを持ち帰るなどのストーカーじみた行動をとっているため周囲から引かれている。
宗介には高校二年生の時に振られているが想いを断ち切ることはできず、日々彼への気持ちを日記に綴っていた。自身の職場を訪れた宗介と再会してからは、誕生日プレゼントを渡したりファーストフード店で食事をするなど昔では考えられないほど距離が近づいた。修繕により日々変わっていく宗介を受け入れ、学生時代のまま変わらぬ愛情を示したことで彼と相思相愛になる。
昔は食べられないと話していた肉を食べたり、既婚者でありながら自分にアプローチをする宗介に対し、再会した当初はやや軽薄な印象を持つが「私の全細胞は先輩好きでできている」と話すほど盲目的な愛情は変わらず。宗介への想いはもはや崇拝の域にあり、家族や友人に見限られても彼の側にいることを望む。
自分には相応しくないと、かのんという名前が好きではなかったが、高校時代にピアノでバッヘルベルのカノンを演奏している宗介を見たことで運命を感じる。
永田町での事件から東京を離れ、10年後は友人が経営するカフェで働いている。友人から恋愛について聞かれた際、宗介への想いはなくなったと話すが、店内のBGMにはバッヘルベルのカノンを選んでいる。
その後、宅配業者として店を訪れた彼と再会し、再び恋に落ちるシーンで物語は幕を下ろす。
境 宗介（さかい そうすけ）
かのんの想い人。SLCで活躍する戦闘員。
イケメンで優しい性格のため、大勢のファンがいる有名人。大学時代から初穂と交際しており、お互いSLC入隊が決まった際に結婚する。
戦闘による負傷で何度も修繕を受けており、その影響で価値観や嗜好が日々変わっている。避けられないことだと理解しつつ内心では心変わりすることに苦悩していたが、修繕を受け入れ昔のまま変わらず自分を思い続けるかのんに惹かれて不倫関係となる。
浮気を知った初穂に問い詰められても言い訳や弁解はせず、かのんへの気持ちを正直に告白している。
小学6年までは祖母と北海道で暮らしており、かのんと駆け落ちした際には同級生の元を訪ねた。
永田町での事件後に消息不明となるが、10年後に宅配業者としてかのんの働く店を訪ねる。恐らく修繕の影響により、かのんのことを忘れていたが、店内からバッヘルベルのカノンが聞こえたことで彼女を思い出し、彼女の咄嗟の呼びかけに対し、笑って振り返っている。
境 初穂（さかい はつほ）
宗介の妻。SLCの優秀な研究員。
宗介とはSLCに入隊する前から交際しており、学内では有名な秀才カップルだった。付き合い始めた頃は垢抜けておらず方言も目立っていたが、美形で異性に人気のある彼にふさわしい女性になるため努力したことで現在はSLC内外問わず人気がある。
修繕による影響を承知で宗介と結婚したが、実際は彼の変化を受け入れておらず、心変わりを止めるため日夜研究に励んでいる。施設で囲っているゼリーの一匹を「メメちゃん」と呼び、可愛がっている。
SLC本部での事故により宗介とかのんの不倫を知ったことで、自分とはまるで正反対の彼女に嫉妬と対抗心を抱く。夫婦関係の修復を試みるが、彼がかのんと共に自身の元を去ったことに絶望し、施設内のゼリーを放ち失踪する。
失踪後は身分を偽り家族経営の牧場に住み込みで働いていた。ゼリー暴走のニュースを知り東京へ戻ろうとした際、SLCから連れてきたゼリーが暴走して牧場の家族を襲ったため、片腕を失いながらも「メメちゃん」を倒し、自身の過ちと後悔から涙を流した。
その後東京に戻り永田町で宗介と再会し、お互い今まで言えずにいた本音を吐き出す。夫婦でゼリーを倒すため共闘する姿はリアルタイムで中継され、かのんを始めとした住民たちから声援を受けた。
永田町の事件後には宗介への執着は吹っ切れたようで、彼と正式に離婚する。10年後には自身を支えてくれたカウンセラーと再婚しており、ヒロに送られた写真では片腕に義手をつけていた。
高月 ヒロ（こうづき ひろ）
かのんの義弟。高校生だが落ち着いており、いつも危なっかしい姉を心配している。
かのんに対し家族以上の気持ちを抱きつつも気持ちを伝えることはできないため、昔から宗介の話を延々と聞かされている。
不倫関係となったことで日々宗介に振り回されるかのんを見て苛立ちを募らせる。同じ境遇にある初穂とは唯一本音を話せる仲で、永田町での事件後も連絡を取り合っている。
10年後では一流企業に勤める社会人となっている。かのんが東京を去ってからも想いは消えておらず、彼女の店を訪れた際にプロポーズするが振られる。

## 作風
本作は「不倫」というテーマを扱った漫画である。しかし、その内容は、主人公が1人の男性に恋をし、その男性が別の女性と結婚しても陰で想い続けていたら成就してしまった、というものであり、日本の昼ドラで描かれるようなドロドロの不倫劇とは趣が異なる。
特に、主人公・かのんの純愛がストーカーじみている点が本作の特徴であり、ライターの井口啓子は、本作について「見返りを求めず、純粋に盲目的に誰かを思い続ける『恋』の甘美さとグロテスクさ」が徹底的に描かれていると述べている。加えて、SFの設定が恋物語にスパイスを効かせており、マンガライターの門倉紫麻は、SFの要素を加えたことで「恋の持つ切実さと異常性」が際立っている、と本作を評している。
ライターの平松梨沙は、本作について「主人公が憧れの先輩との不倫に突き進むと、それが人類の危機とも結びつくという、ぶっ飛んだSF恋愛マンガ」と語っている。主人公・かのんが「ぼく」、憧れの先輩・宗介が「きみ」という「きみとぼく」の物語であり、かつメインキャラクターに世界の命運が左右されるという点から、本作をセカイ系と関連づける意見もあり、ライターのたまごまごは、セカイ系の文法を受け継いでいる、と本作を表現している。

## 制作背景
作者の米代によると、本作は、担当編集者から不倫ものを描くよう要望され、加えて「SFも面白いのではないか」と提案されたことがきっかけで誕生したという。
担当編集者には、米代に「世界がどんなことになっていてもそれを気にしない女の子」を描いてほしい、という思いがあったという。一方、提案された側の米代は、SF漫画も恋愛漫画も得意ではなかったが、恋愛相手に幻想を見ている状態の人間なら描けると考え、その結果、本作が誕生した。
米代は、2016年に開催されたトークイベントで「交際経験がない」と明かしており、それ故に「憧れそのものに恋をしてしまう状態」が描けるのかもしれない、と自己分析している。しかし、経験不足故に分からない部分もあるといい、そのため、担当編集者の恋愛経験も参考にして本作は執筆されている。
また、本作は米代にとって初のSF漫画でもあり、米代曰く本作は映画『パシフィック・リム』が裏テーマであるという。一方、本作を連載する前は、編集部内で米代にSF漫画を描く実力があるか疑問視する意見もあり、連載作品を決めるコンペティションを通過するまで時間がかかったという。

## 賞歴・ノミネート歴
| 発表年 | 賞                                     | 部門     | 対象                 | 結果 |
| ------ | -------------------------------------- | -------- | -------------------- | ---- |
| 2018   | 全国書店員が選んだおすすめコミック2018 | 一般部門 | あげくの果てのカノン | 15位 |

## 書誌情報
- 米代恭 『あげくの果てのカノン』 小学館〈ビッグコミックス〉、全5巻
  1. 2016年6月15日初版第1刷発行（2016年6月10日発売[小 1]）、ISBN 978-4-09-187590-7
  2. 2016年10月17日初版第1刷発行（2016年10月12日発売[小 2]）、ISBN 978-4-09-187773-4
  3. 2017年4月17日初版第1刷発行（2017年4月12日発売[小 3]）、ISBN 978-4-09-189429-8
  4. 2017年11月15日初版第1刷発行（2017年11月10日発売[小 4]）、ISBN 978-4-09-189684-1
  5. 2018年6月17日初版第1刷発行（2018年6月12日発売[小 5]）、ISBN 978-4-09-189886-9

### 小学館公式サイト
以下の出典は『小学館公式サイト』内のページ。書誌情報の発売日の出典としている。
1. ↑  “あげくの果てのカノン 1”. 2018年2月18日閲覧。
2. ↑  “あげくの果てのカノン 2”. 2018年2月18日閲覧。
3. ↑  “あげくの果てのカノン 3”. 2018年2月18日閲覧。
4. ↑  “あげくの果てのカノン 4”. 2018年2月18日閲覧。
5. ↑  “あげくの果てのカノン 5”. 2018年6月12日閲覧。